# Psychohistoria (fantastyka naukowa)
Psychohistoria – fikcyjna dziedzina nauki wymyślona przez Isaaca Asimova na potrzeby cyklu Fundacja.
Psychohistorią nazywa się również dziedzina badań nad szeroko rozumianym wpływem emocjonalności/osobowości jednostki na historię.
W życiu codziennym w środowisku psychologiczno-pedagogicznym psychohistorią nazywa się opis rozwoju psychicznego jednostki.
Z książki Preludium Fundacji dowiadujemy się, że psychohistoria jest jednym z działów matematyki, stworzonym przez Hariego Seldona, zajmującym się przewidywaniem zachowań zbiorowisk ludzkich poprzez ujęcie statystyczne. Warunkiem działania psychohistorii była niewiedza ludzi o tym, że są obiektem badań, gdyż w przeciwnym wypadku mogli zmienić swoje zachowanie, przez co przewidywania byłyby nietrafne. 
Psychohistoria pomogła Seldonowi opracować tzw. Plan Seldona, który jest główną osią fabuły książek z cyklu Fundacja.